# Jacek Dembiński
Jacek Dembiński (* 20. Dezember 1969 in Posen) ist ein ehemaliger polnischer Fußballspieler.

## Karriere
In der Jugend spielte der Stürmer für Polonia Posen. 1991 wechselte er schließlich zu Lech Posen. In fünf Jahren erzielte er in 91 Spielen 30 Tore. 1995 war er kurzzeitig an Lausanne-Sports ausgeliehen. 1996 wechselte er für eine Saison zu Widzew Łódź. Hier spielte er 35 Mal und schoss 20 Tore. 1997 ging er schließlich zum Hamburger SV. In den ersten beiden Spielzeiten kam er jeweils 31 Mal zum Einsatz und traf insgesamt 11 Mal. In der Saison 1999/2000 wurde er allerdings nur mehr sieben Mal eingesetzt. 2001 bat er um Vertragsauflösung und wechselte wiederum zu Widzew Łódż (15 Spiele/3 Tore). Am Ende der Saison wechselte er für fünf Jahre zu Amica Wronki. Dort spielte er 137 Mal und erzielte 37 Tore. Zum Abschluss seiner Karriere kehrte er schließlich wieder zu seinem Heimatverein Lech Posen zurück, wo er in 11 Spielen einmal traf.

## Privates
Dembinski absolvierte nach der Schule eine Ausbildung zum Bäcker.